# تسوی وانگ کیت
تسوی وانگ کیت (انگلیسی: Tsui Wang Kit؛ زادهٔ ۵ ژانویهٔ ۱۹۹۷) بازیکن فوتبال اهل هنگ کنگ است.
از باشگاه‌هایی که در آن بازی کرده‌است می‌توان به باشگاه فوتبال هنگ کنگ رنجرز اشاره کرد.
وی همچنین در تیم‌های ملی فوتبال زیر ۲۳ سال هنگ کنگ و هنگ کنگ بازی کرده‌است.